# اونان

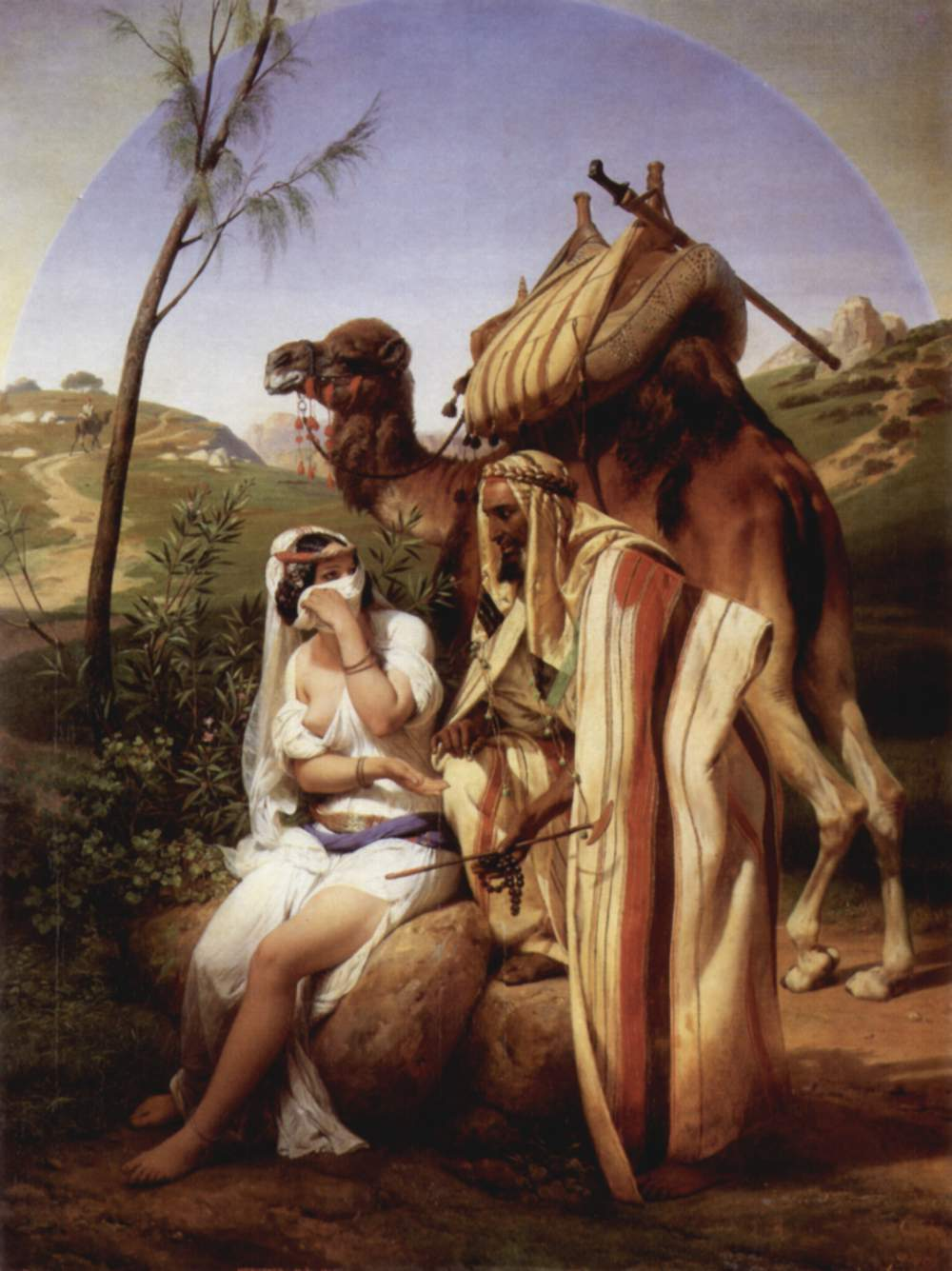
اونان

اونان (به عبری: אוֹנָן‎) شخصیتی در فصل ۳۸ سفر پیدایش عهد قدیم است که پسر دوم یهودا محسوب می‌شد. خدا اونان را مثل برادر ارشدش ار کشت. دلیل مرگ اونان «شیطانی بودن در دید رب» و سرپیچی از دستور خدا مبنی بر حامله کردن تامار، بیوهٔ برادرش اِر بود. اونان هنگام آمیزش جنسی با تامار، با او نزدیکی منقطع داشت و با خروج پیش از ارگاسم، «منی خود را بر زمین ریخت،» چرا که اگر تامار بچه‌دار می‌شد ارثیهٔ ار به آن بچه می‌رسید ولی اگر بچه‌ای حاصل نمی‌شد املاک او متعلق به اونان بود؛ به‌همین‌خاطر، و به دلیل حامله نکردن تامار، مورد خشم خداوند قرار گرفت و خداوند او را کشت.
عبارت اونانیسم امروزه در برخی از زبان‌ها به معنای استمنا یا نزدیکی منقطع به کار می‌رود.